# Ch'ơm
Ch'ơm is een xã en tevens de hoofdplaats in het district Tây Giang, een van de districten in de Vietnamese provincie Quảng Nam. Ch'ơm heeft ruim 1300 inwoners op een oppervlakte van 44,96 km².

## Geografie en topografie
Ch'ơm ligt in het zuidwesten van Tây Giang tegen de grens met de provincie Sekong in de Democratische Volksrepubliek Laos. Ch'ơm grenst verder aan de xã's A Xan en Ga Ri.